# کالوم جارویس
کالوم جارویس (انگلیسی: Calum Jarvis؛ زادهٔ ۱۲ مهٔ ۱۹۹۲) یک شناگر اهل بریتانیا است.
از افتخارات وی میتوان به کسب مدال طلا ۴×۲۰۰ متر آزاد امدادی در ۲۰۱۵ کازان اشاره کرد.